# 내셔널 프리미어 사커 리그
내셔널 프리미어 사커 리그는 USL 리그 2와 동급인 축구 리그로 현재 92개 팀이 참가하고 있다.

## 클럽

### 노스이스트 디비전 - 키스톤 컨퍼런스
- AC 크루세이더스
- FC 버펄로
- 벅스몬트 토치
- 이리 어드마이럴즈
- 뉴저지 블레이즈
- 포코노 스노우
- 레딩 레볼루션
- FC 소닉 리 밸리

### 노스이스트 디비전 - 애틀랜틱 컨퍼런스
- 브루클린 이탈리안즈
- 매사 유나이티드
- 모리스 카운티 컬로니얼즈
- 뉴햄프셔 마운티너즈
- 뉴욕 애슬레틱 클럽
- 뉴욕 레드불스 NPSL
- 시코스트 유나이티드

### 사우스이스트 디비전
- 애틀랜타 실버백스 리저브
- 채터누가 FC
- 조지아 레볼루션
- 잭슨빌 유나이티드
- 녹스빌 포스
- 로켓 시티 유나이티드
- FC 털사

### 미드웨스트 디비전
- 시카고 파이어 NPSL
- 오클레어 아리스 FC
- 매디슨 피프티식서스
- 밀워키 바이에른즈
- 미네소타 킹스
- 미네소타 트원스타즈
- 콰드 시티 이글스

### 웨스턴 디비전 - 노스웨스트 컨퍼런스
- 베이 아레나 앰배서더스
- 할리우드 유나이티드 히트멘
- 레알 새너제이
- 새크라멘토 골드
- 소노마 카운티 솔

### 웨스턴 디비전 - 사우스웨스트 컨퍼런스
- FC 해즌텔
- 랭커스터 래틀러스
- 샌디에이고 보카 FC
- 샌디에이고 플래시
- 산타아나 윈즈 FC